# Phyllanthus dinklagei
Phyllanthus dinklagei är en emblikaväxtart som beskrevs av Ferdinand Albin Pax. Phyllanthus dinklagei ingår i släktet Phyllanthus och familjen emblikaväxter. Inga underarter finns listade i Catalogue of Life.